# House Slippers
House Slippers è il terzo album del rapper statunitense Joell Ortiz, pubblicato nel 2014 da Penalty Entertainment, sotto etichetta della Warner.
Il disco è il maggior successo commerciale di Ortiz, accolto bene anche dai critici.
| Recensione | Giudizio |
| ---------- | -------- |
| AllMusic   | [ 1 ]    |
| HipHopDX   | [ 2 ]    |
| XXL        | [ 3 ]    |

## Tracce
1. House Slippers – 3:17 – Illmind
2. Cold World (featuring Lee Carr) – 2:57 – The Heatmakerz
3. Dream On – 3:50 – Illmind
4. Music Saved My Life (featuring B.o.B & Mally Stakz) – 3:31 – The Heatmakerz
5. Brothers Keeper (featuring Royce da 5'9", Joe Budden & Crooked I) – 5:25 – The Heatmakerz
6. Q & A – 4:23 – Frequency, Operator Emz
7. Get Down – 3:06 – The Heatmakerz
8. Say Yes (featuring Sahlance) – 3:27 – The Heatmakerz
9. Better Than (featuring Maino & Kaydence) – 3:55 – Prafit, IllMind
10. Phone (featuring GiGi Daai) – 3:49 – The Heatmakerz
11. Candy (featuring Mally Stakz) – 3:32 – The Heatmakerz
12. Crack Spot – 3:45 – Gnyus

## Classifiche settimanali
| Classifica (2014)         | Posizione massima |
| ------------------------- | ----------------- |
| Stati Uniti               | 45                |
| US Independent Albums     | 8                 |
| US Top Rap Albums         | 5                 |
| US Top R&B/Hip-Hop Albums | 8                 |